# Virveln, Småland
Virveln är en sjö i Västerviks kommun i Småland och ingår i Botorpsströmmens huvudavrinningsområde. Sjön är 5 meter djup, har en yta på 0,17 kvadratkilometer och befinner sig 58 meter över havet.

## Delavrinningsområde
Virveln ingår i det delavrinningsområde (638734-152871) som SMHI kallar för Utloppet av Hjorten. Medelhöjden är 71 meter över havet och ytan är 19,25 kvadratkilometer. Räknas de 16 avrinningsområdena uppströms in blir den ackumulerade arean 421,33 kvadratkilometer. Isnäsström (Yxeredsån) som avvattnar avrinningsområdet har biflödesordning 2, vilket innebär att vattnet flödar genom totalt 2 vattendrag innan det når havet efter 24 kilometer. Avrinningsområdet består mestadels av skog (63 %) och jordbruk (11 %). Avrinningsområdet har 2,76 kvadratkilometer vattenytor vilket ger det en sjöprocent på 14,4 %. Bebyggelsen i området täcker en yta av 0,65 kvadratkilometer eller 3 % av avrinningsområdet.